# Pasul Creanga
Pasul Creanga (maghiară Kránga-hágó) este o trecătoare situată în Munții Giurgeu pe DN15 la 1102 m altitudine, care traversează Carpații Orientali între orașele Borsec și Toplița, făcând legătura între văile Râului Bistricioara situat la est și valea Rîului Mureș situat la vest.

## Date geografice
Trecătoarea, situată în cel mai înalt punct de pe traseul DN15, se află la nivelul grupei Munților Borsecului. La nord de pas se află Vârful Arcoza Mică (1243 m) iar la sud Vârful Cherec (1121 m). Din punct de vedere geologic, în zonă se găsesc roci metamorfice.
Spre vest la coborâre din pas DN15 se intersectează cu DJ174A care face spre nord legătura cu Depresiunea Bilbor prin Pasul Răchitiș. Spre est la coborâre din pas DN15 se intersectează în Borsec cu DJ128 care face legătura spre sud cu Depresiunea Ditrăului prin Pasul Chiozrezul Mic.
Alte trecători în apropiere sunt spre Ditrău pe DJ128 Pasul Chiozrezul Mic, spre Bilbor prin Pasul Răchitiș pe ramura sudică a DJ174A și Pasul Țengheler pe DJ127.

## Facilități
- În pas este un popas turistic[5] cu restaurant în curtea căreia sunt căsuțe de lemn. În spatele acestora sunt locuri de campare.
- Cele mai apropiate stații de combustibil sunt în Borsec respectiv Toplița.
- Există o mică parcare pe stînga sensului de mers de la Borsec spre Toplița.[necesită citare]

## Obiective turistice de interes situate în apropiere
- Marcajul "Bandă roșie" al traseului turistic de creastă al Munților Giurgeului.
- Stațiunea Borsec - Complexul carstic Scaunul Rotund , carierele de travertin, izvoarele minerale, pîrtiile de schi
- Depresiunea Bilbor: Mlaștina cu borviz (Pârâul Dobreanu), Rezervația de mesteacăn pitic (Betula nana) de pe Pîrîul Rușilor, Biserica de lemn din Bilbor "Sf. Nicolae" (1790), Drumul Rușilor
- Toplița - Pârtia de schi și Biserica de lemn din 1847, Ștrandurile Bánffy și Urmánczy
- Râul Mureș  - Valea superioară cu Defileul Toplița - Deda
- Ditrău - Catedrala romano-catolică
- Lăzarea - Castelul nobiliar renascentist
- Gheorghieni - Parcul dendrologic Csíky
- DJ127 Tulgheș - Ditrău  prin Pasul Țengheler - acesibil cu mașina precum și pe jos pe trasee marcate.
- Tulgheș: Bisericuța de lemn (1790) – unde se află și „Cimitirul eroilor din primul război mondial”; Rezervația Pietrele Roșii (1215 m) - delataplanorism, ascensiuni, belvedere; Piatra Runcului (1425 m); Platoul Comarnicului; Rezervația de stejar